# 九一式魚雷

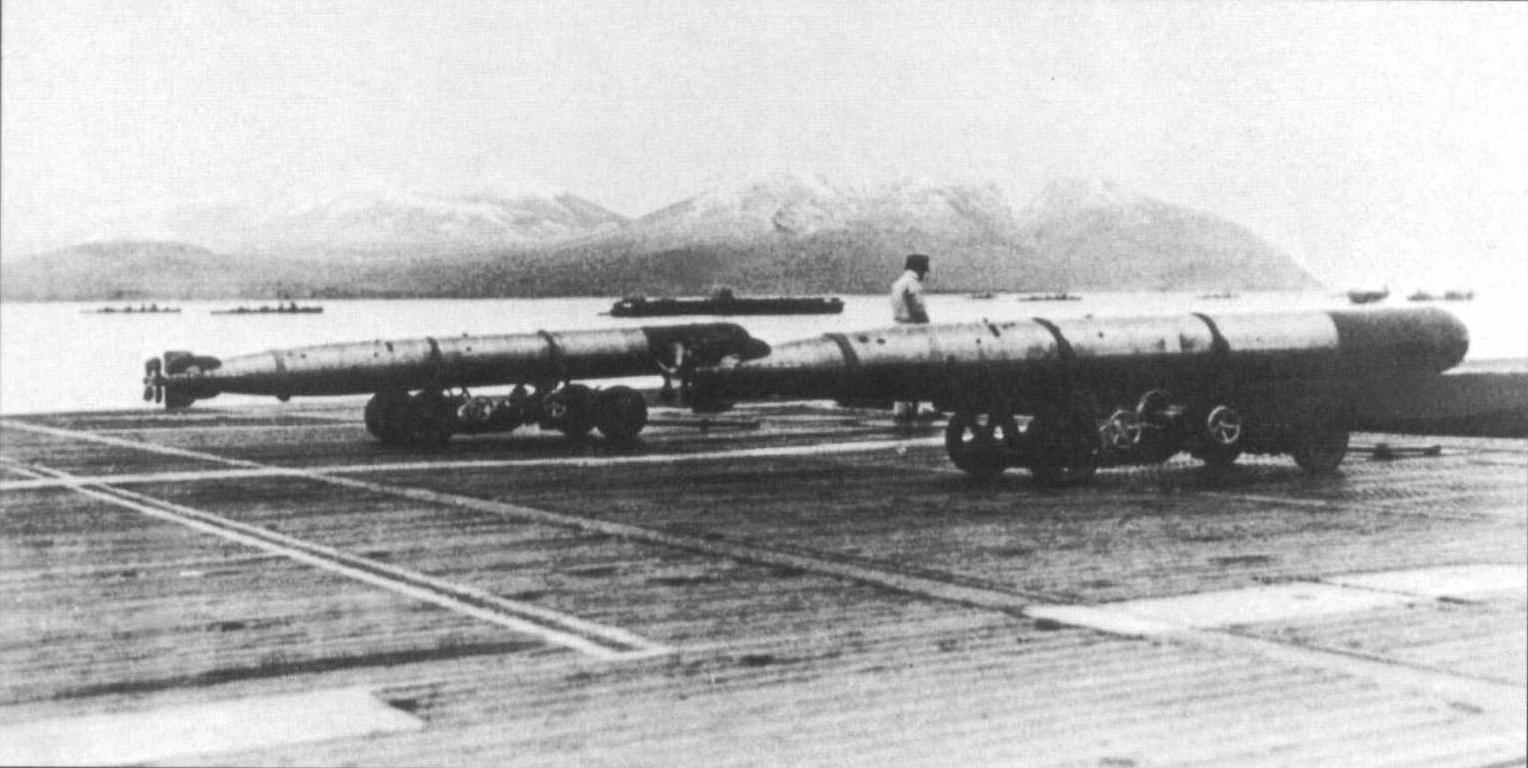
在日軍航艦上的九一式魚雷

九一式魚雷為日本帝國海軍使用的空射魚雷，戰後中華民國海軍曾委託日本改裝少量的九一式魚雷於復仇級魚雷快艇上操作。
有別於日本海軍於船艦上使用的魚雷有多種款式，九一式魚雷為日本帝國海軍唯一服役的空射魚雷，在日軍文書上所論及的航空魚雷皆為此款魚雷之家族。

## 簡介
此款魚雷由1923年留學英國考察魚雷技術的成瀨正二上尉(戰爭結束時官階少將)的回國報告作為基礎，於1928年由成瀨少校帶領之技術團隊以試制魚雷戊的代號進行先期研究，1930年開始進行實戰版本開發，原型於1931年完成，並獲得日軍採用並成為日本海軍攻擊機的標準配備。
不過，九一式魚雷的初期型與其他國家的空射魚雷一樣有故障率偏高的毛病。
九一式魚雷經過不斷改良增強效能在二戰中偷襲珍珠港一役成功打擊了位於淺水港口的美軍戰艦因此一戰成名，另外在馬來亞戰役中成功的擊沉了英軍戰艦成為空射魚雷擊沉戰艦的首例；由於日本海軍空射氧氣魚雷的研發並不順利，因此九一式魚雷持續改良沿用至戰爭結束，對於盟軍來說此款魚雷在穩定度以及航速上皆優於自身使用的Mk 13型鱼雷，因此給予此款魚雷極高評價。
九一式魚雷主要生產地為三菱重工業的長崎兵器製作所。

## 型號
- 九一式空射魚雷

第一種服役的九一式，於1931年配發至部隊，主要使用機為十三式艦上攻擊機、八九式艦上攻擊機、九二式艦上攻撃機，此型號可調節航速以增加射程至3000公尺（36節狀態）。
- 九一式改一型空射魚雷

1934年服役，主要為修改魚雷氣室設計讓魚雷本體移出部分空間安裝更多炸藥，此時九一式魚雷最大投擲速度限制已經與新型飛機最大速度有一定差距，但因為日軍高層寄望正在開發的氧氣魚雷空射版九四式魚雷服役，因此對更大規模的修改設計持保留態度，這批魚雷到美日開戰前通通修裝為改二型。
- 九一式改二型空射魚雷

1938年服役，由於九四式空射魚雷開發失敗，因此日軍回頭進行九一式魚雷的更新計畫，藉由改善安定舵的方式讓魚雷在增加部份重量下大幅度提升投擲速度及高度限制，並且可以讓魚雷於12公尺深淺水運作，原先此項改良計畫是遭到日軍軍令部以及艦政本部的聯手反對；但是因為山本五十六的珍珠港偷襲計畫因此這項改良案強制推行，太平洋戰爭初期盟軍折損的船艦大多數是此型魚雷的傑作，不過由於此項改良案僅為應急手段，在生產了部份數量之後生產線轉移至改三型。
- 九一式改三型空射魚雷

1942年後服役，太平洋戰爭日軍主要使用的空射魚雷，此型魚雷也是戰爭中日軍各式空射魚雷之原型，與前面生產的魚雷有大量修正點。主要修改點為重新設計魚雷重心，並藉此修改穩定舵以及魚雷彈頭構型並再次增加彈頭重量以及小幅增加投擲速度限制。
- 九一式改三型（改）空射魚雷

1943年服役，由於天山艦上攻擊機的服役，原先魚雷的投擲速度限制不足，另外入水衝力也影響到魚雷操作，
因此魚雷外殼增厚增加魚雷強度，性能不變
- 九一式改三型（強）空射魚雷

1944年服役，增加魚雷彈頭重量的強化型九一式，但是增加的彈頭空間是用魚雷氣室換取，因此射程縮減了500公尺
- 九一式改四型（強）空射魚雷

1944年服役，增加魚雷彈頭重量的改良型，彈頭重量增加到308公斤，魚雷總重增加至923公斤
- 九一式空射魚雷改五型

1944年服役，航空本部設計的第一款空射魚雷（原先空射魚雷是由艦政本部管轄），性能與四型沒有明顯差別，隨後生產線轉移至四式一號魚雷
- 九一式空射魚雷改七型

1944年服役，陸上攻擊機用重型魚雷彈頭，魚雷彈頭重量大幅度提升到420公斤，因此速度降低1節，主要於銀河和飛龍裝備
- 四式一號二型空射魚雷

1944年服役，由九一式改五型空射魚雷為藍本修改設計，由於戰爭末期物資缺乏因此實戰用魚雷必須改裝為練習彈頭負擔訓練任務，實戰時裝配九一式改四型彈頭。
- 四式一號四型空射魚雷

1945年服役，由九一式改五型空射魚雷為藍本修改設計，由於戰爭末期物資缺乏因此實戰用魚雷必須改裝為練習彈頭負擔訓練任務，實戰時裝配九一式改七型彈頭。

## 戰後

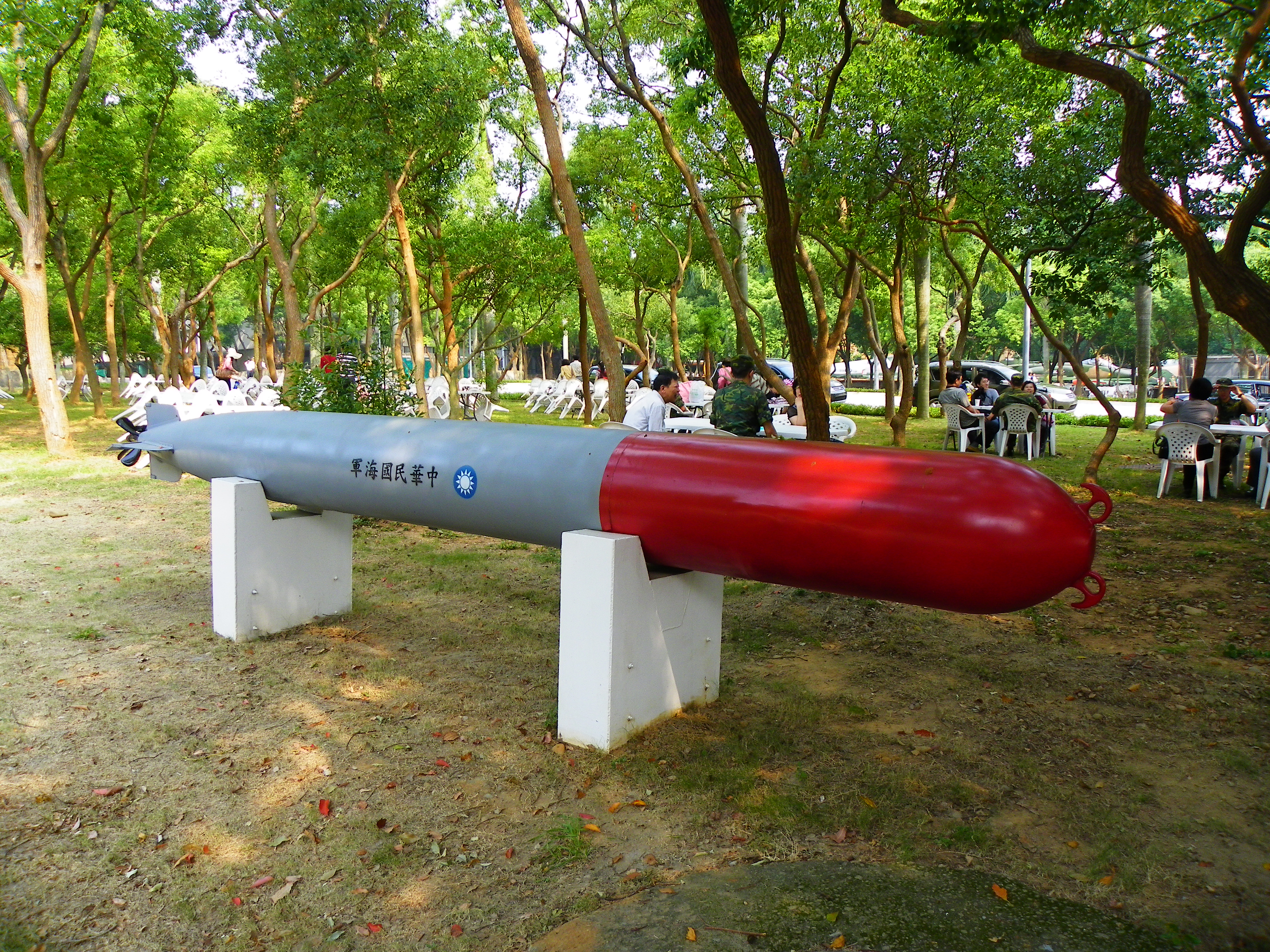
現存於成功嶺的九一式魚雷。

按照戰後憲法第九條規定，日本應放棄戰爭的發動權與軍備開發的權利，因此不只軍隊，民間亦不允許存在設計武器的團隊，魚雷開發小組除了少數人繼續留在大學任教，大多數開發人員轉入民間謀職。
在戰爭結束的12年後因為日本三菱造船廠接到中華民國海軍因太平艦沉沒(詳見大陳島撤退)而募集經費訂製的魚雷快艇標案，流散在各地的魚雷技師將台灣遺留的庫存20枚九一式魚雷改裝為船用型，改裝費用50萬美金，為了學習操作這批魚雷海軍曾派遣一批軍官至日本見學，其中一位是日後擔任海軍總司令與國安會秘書長的莊銘耀，這批艦用魚雷直到1980年代海鷗級飛彈快艇服役後才除役，目前已知現存一枚於成功嶺展示。